# Les Particules réfractaires
Ne doit pas être confondu avec Les Particules élémentaires.
Les Particules réfractaires est un triptyque de trois romans de l'écrivain suisse Mikhaïl W. Ramseier. La publication, aux éditions Coups de tête, amorcée en janvier 2014 et poursuivie à l'été 2014, s'est terminée au début 2016.
Chacun des trois romans possède sa propre intrigue, mais certains personnages sont récurrents et le cadre général, qui évolue dans le temps au fil des trois histoires, est le même pour toute la trilogie : une contre-société qui se développe en marge d’un système qu’elle rejette et qui va tenter de la supprimer.
Le thème central du triptyque est l'extrapolation dans un futur très proche de ce que peut devenir notre société, gangrenée par l'austérité, la néo-censure, les technologies intrusives, etc. Face à une société de plus en plus oppressive, des réfractaires vont peu à peu s'organiser pour vivre dans la marginalité. Cette contre-société rappelle à la fois la Marge de Jacques Lesage, le monde secret de Pellucidar et les Assassins d’Alamut.
Les trois romans s'intitulent, dans l'ordre: Catacombes, Hooligans et Marges.
Au sujet du titre de cette trilogie, qui sonne en écho aux Particules élémentaires de Houellebecq, l'auteur précise que si le livre de Houellebecq décrit une humanité dégénérée, il lui manque ce qui est mis en valeur ici : la rébellion, la réaction. D'une part, les personnages de Houellebecq sont aussi passifs devant le constat que les personnages de Ramseier sont réactifs. D'autre part, Houellebecq décrit le salut dans une mort de l'homme tel qu'on le connaît et sa résurrection sous une forme mutante génétiquement. Au contraire, Ramseier avance que c'est socialement que l'homme doit se régénérer, d'où le besoin de rébellion.

## Catacombes
Dans Catacombes, paru en janvier 2014, le cadre met face à face un réseau de marginaux qui commence à se mettre en place, et l'État, représenté par les fucks (fucktionnaires) et les képis, bras armé de l'Ordre, soit le système. L'État ne pouvant accepter que des gens s'organisent librement en marge du système, l'affrontement est inévitable. La population marginale va alors faire appel aux hooligans, une sorte de congrégation de malfrats ultra-violents constituée de populations slaves, les Tribus de l'est, et celtes, les Clans.
L'intrigue, quant à elle, s'inspire d'un fait divers authentique qui s'est déroulé à Genève en 2001. Ce drame, qui avait défrayé la chronique sous le titre du "drame de Meyrin" avait vu un bébé de 16 mois abandonné à lui-même par sa mère toxicomane incarcérée et qui était mort de faim et de soif, et ce, alors que tous les services sociaux étaient au courant de son existence.

## Hooligans
Hooligans est un roman paru en septembre 2014 au Québec, et en février 2015 en Europe.
Tout comme dans Catacombes, le tome qui le précède, on ne sait ni où ni quand se déroule l'intrigue du roman. Toutefois, on comprend que le pays se situe en Amérique du Nord et que la métropole qui sert de cadre à l'histoire ressemble à s'y méprendre à la ville de Montréal - malgré les incohérences placées là sans doute pour "égarer" le lecteur… Par ailleurs, on peut déduire à plusieurs indices (comme l'âge des personnages apparus dans Catacombes) qu'on est trois ans après le précédent tome.
La trame de Hooligans se situe dans la continuité de Catacombes: le premier réseau de marginaux ayant été récupéré par le système, Régis, son créateur, décide de recommencer, mais ailleurs et autrement. C'est ainsi qu'après celui des "Catacombes", un nouveau réseau clandestin voit le jour, celui des Marges. Pour se protéger, les "margeux" se rapprochent, puis s'associent avec les Hooligans, ces combattants issus des clans celtes et des tribus slaves. Le cadre du roman offre une plongée dans l'univers des Hooligans, devenus le bras armé des membres du réseau, et décrit leur organisation et leur mode de fonctionnement.
Quant à l'intrigue, tirée elle aussi d'un fait divers, elle relate l'histoire de Yul, un adolescent de dix-sept ans qui débarque en ville en prétendant avoir vécu dans la forêt durant cinq ans. Il dit être orphelin, ne rien savoir de son passé, de son pays d'origine, ne plus se souvenir de son existence avant son séjour dans les bois. Avant d'être placé dans un centre pour jeunes en détresse, Yul aura le temps de rencontrer des membres du réseau, qui l'aideront à sortir du piège des "fucktionnaires" grâce au soutien des Hooligans. 
Mais finalement, ni les autorités, ni les services sociaux, ni ceux qui cherchent à l'aider ne savent qui est Yul, d'où il vient et surtout ce qu'il cherche…

## Marges
Publié en mars 2016, le roman Marges, suite et conclusion de la trilogie, contient plusieurs intrigues distinctes qui finissent par s'entrecroiser. Sans que les lieux ne soient nommés explicitement, tout comme dans les deux premiers romans de la série, on reconnaît néanmoins Montréal comme ville métropole, puis la Suisse comme petit pays du centre de l'Europe, et Niagara Falls, en Ontario, pour la ville située près des chutes d'eau. Pour la période, elle n'est pas nommée, mais on se situe ici trois ans après Hooligans, lui-même situé trois ans après Catacombes, ce qui porte à neuf ans la période couverte par la trilogie - certains personnages récurrents, comme Régis, Pacôme ou Slava, apparaissent ainsi vieillis. 
Si la toile de fond du roman est la même que celle des deux premiers tomes, le cadre a évolué: Catacombes voyait la mise en place du réseau des marginaux, Hooligans mettait l'accent sur la résistance de cette contre-société, Marges, quant à lui, propose une plongée dans l'organisation de ce monde parallèle.
Les intrigues, elles, mettent en scène Agénor, un apprenti tatoueur qui voit sa vie anéantie pour un stupide accident de la route, Tancrède, un vieillard à qui l'État veut prendre sa maison et qui se barricade chez lui, finalement Morgana et Léon, une femme et un homme qui, chacun de leur côté, semblent vivre en l'attente de quelque chose - sans doute une vengeance. Tous ces personnages partagent un même besoin de se retrancher du monde et choisiront les Marges pour le faire.
À noter que le roman propose, tout comme dans Catacombes et Hooligans, des documents annexes, à la manière d'un essai, au sein desquels il y a une playlist des morceaux de musique cités, une bibliographie, un glossaire et des liens. On reconnaît parmi ces liens plusieurs faits divers dont l'auteur s'est visiblement inspiré,,.